# 1924 în științifico-fantastic
- 1923 în științifico-fantastic — 1924 în științifico-fantastic — 1925 în științifico-fantastic

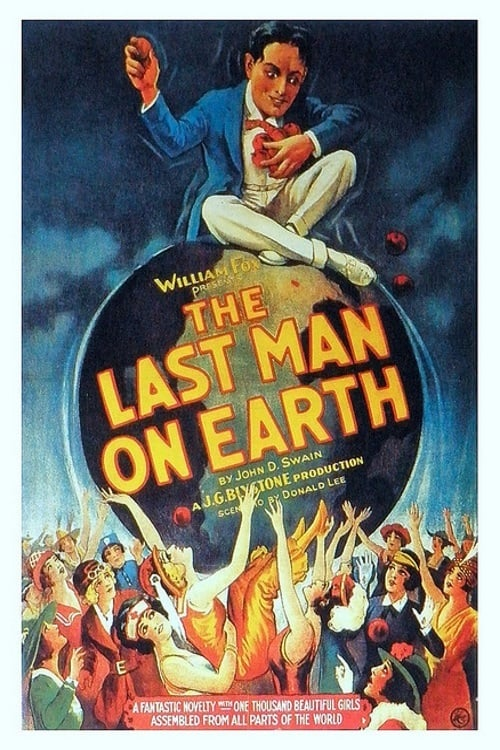
Afișul filmului The Last Man on Earth

1924 în științifico-fantastic a implicat o serie de evenimente:

## Nașteri și decese

### Nașteri
- Kōbō Abe (d. 1993)
- Michael Avallone (d. 1999)
- Rudolf Braunburg (d. 1996)
- Ian Cameron, Pseudonimul lui Donald G. Payne
- Louis Charbonneau (d. 2017)
- David Chippers, Pseudonimul lui Friedl Cap
- Michael Collins, Pseudonimul lui Dennis Lynds (d. 2005)
- Martin Donrath, Pseudonimul lui Michael Horbach (d. 1986)
- Sergiu Fărcășan. A publicat și sub pseudonimul Crișan Făgerașu.
- Peter George, Pseudonimul lui (d. 1966)
- Dennis Lynds (d. 2005)
- Jörg Mauthe (d. 1986)
- Niels E. Nielsen (d. 1993)
- Ray Russell (d. 1999)
- Larry T. Shaw (d. 1985)
- Roger Lee Vernon (d. 1980)
- Paolo Volponi (d. 1994)
- Jerry Yulsman (d. 1999)

### Decese
- Waleri Brjussow (n. 1873)
- Theodor Hertzka (n. 1845)
- Franz Kafka (n. 1883)
- Friedrich Otto (n. 1877)
- Josef Scheicher (n. 1842)

## Cărți

### Romane
- Berge Meere und Giganten de Alfred Döblin
- Miasto światłości de Mieczysław Smolarski
- Die Farm des Verschollenen de Otfrid von Hanstein[2].[3]
- Străbătând Pacificul în 2255 (Na Pacifiku god. 2255) de Milan Šufflay[4][5] - considerat primul roman croat științifico-fantastic[6]

### Povestiri
- Ouă fatale (Роковые яйца) de Mihail Bulgakov

## Filme
| Titlu                 | Regizor             | Distribuție                                        | Țara                                      | Sub-Gen /Note  |
| --------------------- | ------------------- | -------------------------------------------------- | ----------------------------------------- | -------------- |
| Aelita                | Yakov Protazanov    | Yuliya Solntseva, Igor Ilyinsky, Nikolai Tsereteli | Uniunea Republicilor Sovietice Socialiste |                |
| Die Stadt ohne Juden  | Hans Karl Breslauer | –                                                  | Germania                                  |                |
| Orlac’s Hände         | Robert Wiene        | –                                                  | Germania                                  | film de groază |
| The Last Man on Earth | John G. Blystone    | Buck Black, Maurice Murphy, William Steele         | Statele Unite ale Americii                |                |
| Trip to Mars          | Dave Fleischer      | –                                                  | Statele Unite ale Americii                |                |
| L’Inhumaine           | Marcel L’Herbier    | Georgette Leblanc, Jaque Catelain                  | Franța                                    | [ 7 ]          |
|                       |                     |                                                    |                                           |                |